# MAN A12
De MAN A12 is een busserie, geproduceerd door de Duitse busfabrikant MAN. De MAN A12 was ontworpen aan de hand van zijn soortgenoot de MAN A10 en werd bij MAN gezien als de ideale bus voor interstedelijk vervoer. Vaak werd de A12 aangeduid als EL 202 of EL 262, afhankelijk van de vermogen van de motor. De EL in de naam stond voor Europa-Linienbus. Qua uiterlijk verschilt de A12 weinig met de A10, echter heeft de A12 een trede als instap terwijl de A10 geen tredes heeft.

## Inzet
De A12 was geen groot succes, echter werden er wel ingezet in verschillende landen. De meeste exemplaren kwamen voor in Duitsland, maar daar naast zijn er verschillende exemplaren geëxporteerd naar o.a. België, Luxemburg en Polen.
| Land      | Bedrijf            | Type   | Serie                                                              | Aantal | Inzet         | Opmerking |
| --------- | ------------------ | ------ | ------------------------------------------------------------------ | ------ | ------------- | --- |
| België    | Autobussen de Reys | EL 202 | 104804 b                                                           | 1      | Antwerpen     | Reservebus/uit dienst Ex-Bronckaers                                                                                             |
| België    | Bronckaers         | EL 202 | 440284, 440286, 440308, 440689, 440710 a, 440716, 440719 a, 440738 | 8      | Limburg       | Tweedehandsbussen uit Duitsland Zijn allemaal uit dienst, verkocht en/of geëxporteerd 440308 is verkocht aan Autobussen de Reys |
| Luxemburg | Sales-Lentz        | EL 202 | B 0352                                                             | 1      | Streekvervoer | Buiten dienst |